# Franz Seitz senior
Franz Seitz, auch Franz Felix (* 14. April 1888 in München, Bayern; † 7. März 1952 in Schliersee, Bayern) war ein deutscher Regisseur, Schauspieler, Filmproduzent und Drehbuchautor.

## Leben

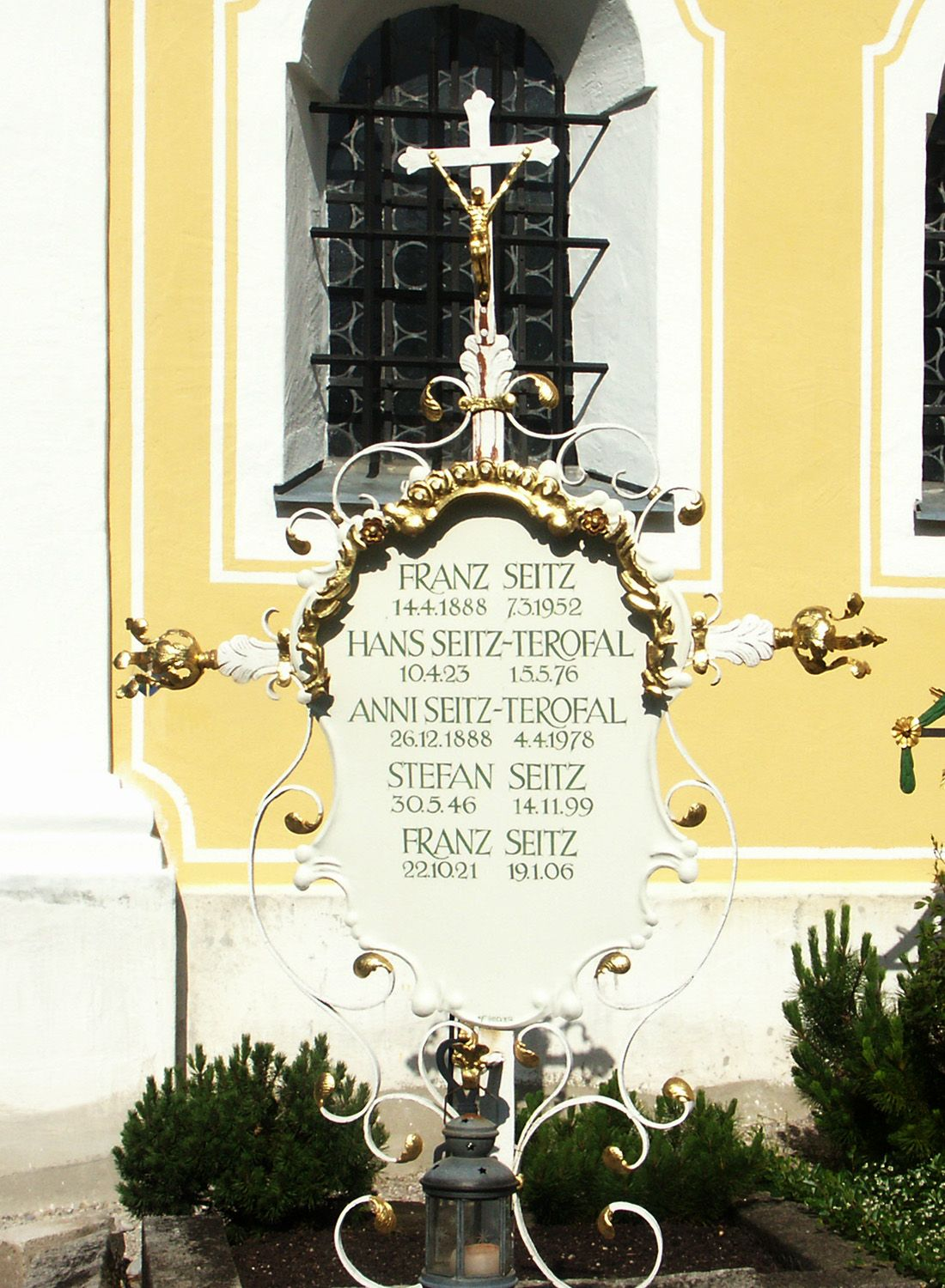
Grab der Familie Seitz auf dem Friedhof Schliersee

Franz Seitz absolvierte eine zweijährige private Schauspielausbildung und trat unter dem Pseudonym „Franz Felix“ an verschiedenen bayerischen Bühnen auf. 1908 erhielt er ein Engagement am Nürnberger Volkstheater. 1912 gab er sein Debüt als Regisseur. Für den Produzenten Peter Ostermayr inszenierte er 1917 seinen ersten Stummfilm. Von 1919 bis 1929 arbeitete er für die Münchner Filmfirma Emelka, wo er auch Produktionsleiter war.
Seit Beginn der 1930er Jahre besaß er seine eigene Produktionsgesellschaft, doch blieb Franz Seitz vorwiegend Regisseur für andere Auftraggeber. Seine Spezialität waren deftige Schwänke mit alpenländischem Hintergrund. Zum 1. Dezember 1931 trat er der NSDAP bei (Mitgliedsnummer 771.509). Kurz nach der Machtübernahme Hitlers inszenierte und produzierte er den Propagandafilm S.A. Mann Brand. Der größte Erfolg wurde 1937 die preußisch-bayerische Filmkomödie IA in Oberbayern. Während des Zweiten Weltkrieges konnte er keine Projekte mehr verwirklichen.
Franz Seitz war mit der Schauspielerin Anni Terofal verheiratet. Sein Sohn Franz Seitz wurde ebenfalls Filmproduzent und Regisseur, der bereits die letzte Regiearbeit des Vaters, Der letzte Schuß, produzierte. Sohn Hans war unter dem Namen Hans Terofal ein bekannter Komiker.
Er ruht auf dem Friedhof in Schliersee, Bayern.

## Filmografie (Auswahl)
- 1917: Der Herr mit der Dogge (Regie, Drehbuch)
- 1918: Der Schwerverbrecher (Regie, Drehbuch)
- 1919: Die sterbende Salome (Regie, Drehbuch)
- 1919: Die Verdammten (Regie, Drehbuch)
- 1920: Das Milliardentestament (Regie, Drehbuch)
- 1920: Verlorenes Spiel (Regie)
- 1920: Der Ausgestoßene (Regie)
- 1920: Der letzte Schuß (Regie, Drehbuch)
- 1920: Tom Murger, der Bankräuber (Regie, Darsteller)
- 1921: Die sündige Vestalin (Regie, Drehbuch)
- 1921: Die rote Fledermaus (Regie)
- 1922: Der schwarze Harlekin (Regie, Co-Drehbuch, Darsteller)
- 1922: Der Favorit der Königin (Regie)
- 1923: Das Abenteuer von Sagossa (Regie, Co-Drehbuch)
- 1924: Der Weg zu Gott (Regie, Co-Drehbuch)
- 1924: Das blonde Hannele (Regie)
- 1924: Dein Begehren ist Sünde (Regie, Co-Drehbuch)
- 1925: Das Parfüm der Mrs. Worrington (Regie)
- 1925: Das Abenteuer einer Brautnacht (Regie, Co-Drehbuch)
- 1926: Marccos tollste Wette
- 1926: Heimliche Sünder (Regie)
- 1926: Der Jäger von Fall (Regie, Co-Drehbuch)
- 1927: Arme, kleine Colombine (Regie, Co-Drehbuch)
- 1927: Ich habe im Mai von der Liebe geträumt (Regie)
- 1927: Der fidele Bauer (Regie)
- 1927: Almenrausch und Edelweiß (Regie)
- 1927: Das Geheimnis von Genf (künstlerische Oberleitung)
- 1928: Der Weiberkrieg (Regie)
- 1928: Hinter Klostermauern (Regie)
- 1929: Die keusche Kokotte (Regie)
- 1929: Links der Isar – rechts der Spree (Regie)
- 1929: Bruder Bernhard (Regie)
- 1932: Wenn dem Esel zu wohl ist (Regie)
- 1933: Mit dir durch dick und dünn (Regie, Produktionsleitung)
- 1933: S.A. Mann Brand (Regie, Produktion)
- 1933: Ein Kuß in der Sommernacht (Regie, Produktion)
- 1933: Die blonde Christl (Regie)
- 1934: Achtung! Wer kennt diese Frau? (Regie, Produktion)
- 1934: Bei der blonden Kathrein (Regie, Produktion)
- 1936: Du kannst nicht treu sein (Regie)
- 1936: Die Jugendsünde (Regie)
- 1937: IA in Oberbayern (Regie, Produktion)
- 1937: Soweit geht die Liebe nicht (Regie, Produktion)
- 1938: Skandal um den Hahn (Regie)
- 1938: Die Pfingstorgel (Regie, Co-Drehbuch)
- 1939: Hochzeit mit Hindernissen (Regie, Co-Drehbuch)
- 1940: Das jüngste Gericht (Regie, Co-Drehbuch)
- 1942: Die Erbin vom Rosenhof (Regie, Co-Drehbuch)
- 1950: Zwei in einem Anzug (Co-Drehbuch)
- 1951: Der letzte Schuß (Regie, Drehbuch)